# Detonazione

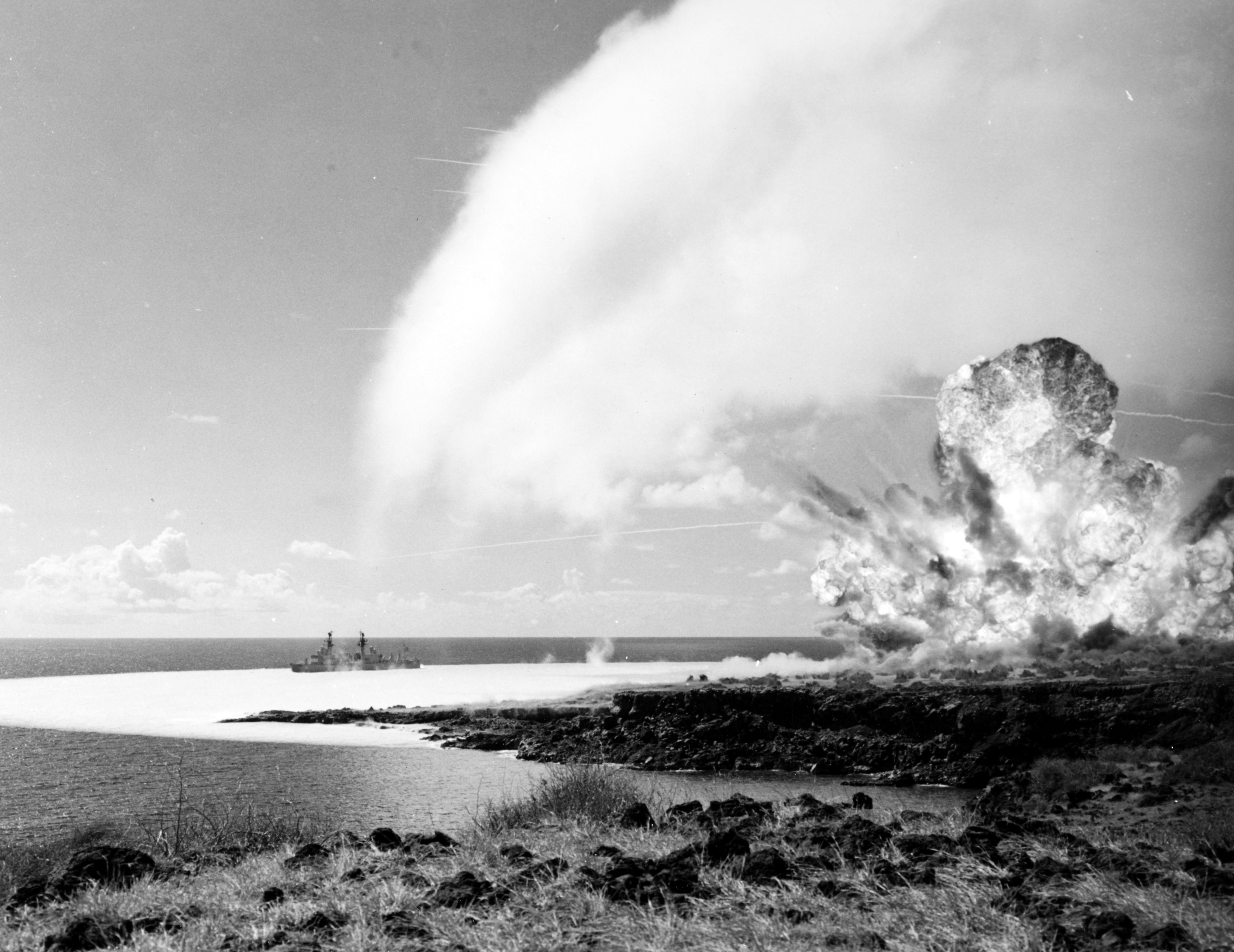
Detonazione di TNT.

Una detonazione è un tipo di reazione chimica esplosiva di combustione. Essa avviene mediante propagazione del fronte di fiamma ad una velocità supersonica, con la formazione di un'onda d'urto, e presenta determinate caratteristiche chimico-fisiche che la distinguono dalla deflagrazione, che è invece un'esplosione a regime subsonico.

## Classificazione
A seconda della velocità che assume il fenomeno a valle del fronte di fiamma, si possono avere tre casi:
- detonazione forte con velocità subsonica a valle;
- detonazione debole con velocità supersonica a valle (situazione che non si verifica mai);
- detonazione di Chapman-Jouguet con velocità sonica a valle.

## Descrizione
Fenomeno chimico-fisico costituito da un'esplosione il cui fronte di fiamma si propaga a velocità supersonica e che forma un'onda d'urto, ove il materiale gassoso è in espansione in condizioni di alta temperatura, altissima pressione e densità pressoché costante. Durante la detonazione, infatti, la densità dei gas combusti aumenta di poco rispetto a quella della miscela fresca, e tali gas combusti rallentano rispetto alla velocità di propagazione della fiamma, che è fortemente supersonica. Dunque, i gas combusti seguono l'onda di detonazione, ma la vedono allontanarsi da loro.

## Generazione
Le detonazioni sono prodotte da elementi quali ad esempio esplosivi e armi nucleari. È importante sapere che può detonare qualsiasi materiale infiammabile disperso in ambiente, poiché la detonazione è una conseguenza delle condizioni al contorno del sistema. È molto raro, tuttavia, che una sostanza infiammabile detoni, dato che una delle condizioni essenziali perché la detonazione si verifichi è la presenza di un corpo assimilabile ad un cilindro stretto e lungo, ed una miscela infiammabile in ambiente non si troverà quasi mai in queste condizioni. Gli incidenti domestici prodotti da metano sono tutte deflagrazioni, cioè fenomeni che comportano un modesto aumento di pressione. Mentre l'aumento di pressione relativo ad una detonazione è attorno alle 20 volte la pressione iniziale, un fenomeno di deflagrazione in ambiente aperto produce aumenti di pressione praticamente trascurabili.